# Lijst van gouverneurs van Arunachal Pradesh
Dit is een lijst van gouverneurs van de Indiase deelstaat Arunachal Pradesh. De gouverneur is hoofd van de deelstaat en wordt voor een termijn van vijf jaar aangewezen door de president. De rol van de gouverneur is hoofdzakelijk ceremonieel en de echte uitvoerende macht ligt bij de ministerraad, met aan het hoofd de chief minister.

## Chief commissioners
| # | Naam               | Begin termijn   | Einde termijn |
| - | ------------------ | --------------- | ------------- |
| 1 | K. A. A. Raja      | 20 januari 1972 | 1973          |
| 2 | Manohar L. Kampani | 1974            | 1975          |

## Luitenant-gouverneurs
| # | Naam                 | Begin termijn    | Einde termijn    |
| - | -------------------- | ---------------- | ---------------- |
| 1 | K. A. A. Raja        | 15 augustus 1975 | 18 januari 1979  |
| 2 | R. N. Haldipur       | 18 januari 1979  | 23 juli 1981     |
| 3 | H. S. Dubey          | 23 juli 1981     | 10 augustus 1983 |
| 4 | Thanjavelu Rajeshwar | 10 augustus 1983 | 21 november 1985 |
| 5 | Shiva Swaroop        | 21 november 1985 | 20 februari 1987 |

## Gouverneurs
| #    | Naam                      | Begin termijn     | Einde termijn     |
| ---- | ------------------------- | ----------------- | ----------------- |
| 1    | Bhisma Narain Singh       | 20 februari 1987  | 18 maart 1987     |
| 2    | R. D. Pradhan             | 19 maart 1987     | 16 maart 1990     |
| 3    | Gopal Singh               | 17 maart 1990     | 8 mei 1990        |
| 4    | Devi Das Thakur           | 9 mei 1990        | 16 maart 1991     |
| 5    | Loknath Mishra            | 17 maart 1991     | 25 maart 1991     |
| 6    | Surandra Nath Dwivedy     | 26 maart 1991     | 4 juli 1993       |
| 7    | Madhukar Dighe            | 5 juli 1993       | 20 oktober 1993   |
| 8    | Mata Prasad               | 21 oktober 1993   | 16 mei 1999       |
| 9    | S. K. Sinha               | 17 mei 1999       | 1 augustus 1999   |
| 10   | Arvind Dave               | 2 augustus 1999   | 12 juni 2003      |
| 11   | V. C. Pande               | 13 juni 2003      | 15 december 2004  |
| 12   | Shilendra Kumar Singh     | 16 december 2004  | 3 september 2007  |
|      | K. Sankaranarayanan (wnd) | 4 september 2007  | 26 januari 2008   |
| 13   | Joginder Jaswant Singh    | 27 januari 2008   | 28 mei 2013       |
| 14   | Nirbhay Sharma            | 29 mei 2013       | 31 mei 2015       |
| 15   | Jyoti Prasad Rajkhowa     | 1 juni 2015       | 9 juli 2016       |
| 16   | Tathagata Roy             | 10 juli 2016      | 12 augustus 2016  |
| (15) | Jyoti Prasad Rajkhowa     | 13 augustus 2016  | 13 september 2016 |
| 17   | V. Shanmuganathan         | 14 september 2016 | 27 januari 2017   |
| 18   | Padmanabha Acharya        | 28 januari 2017   | 2 oktober 2017    |
| 19   | B. D. Mishra              | 3 oktober 2017    | huidig            |